# Gado-gado

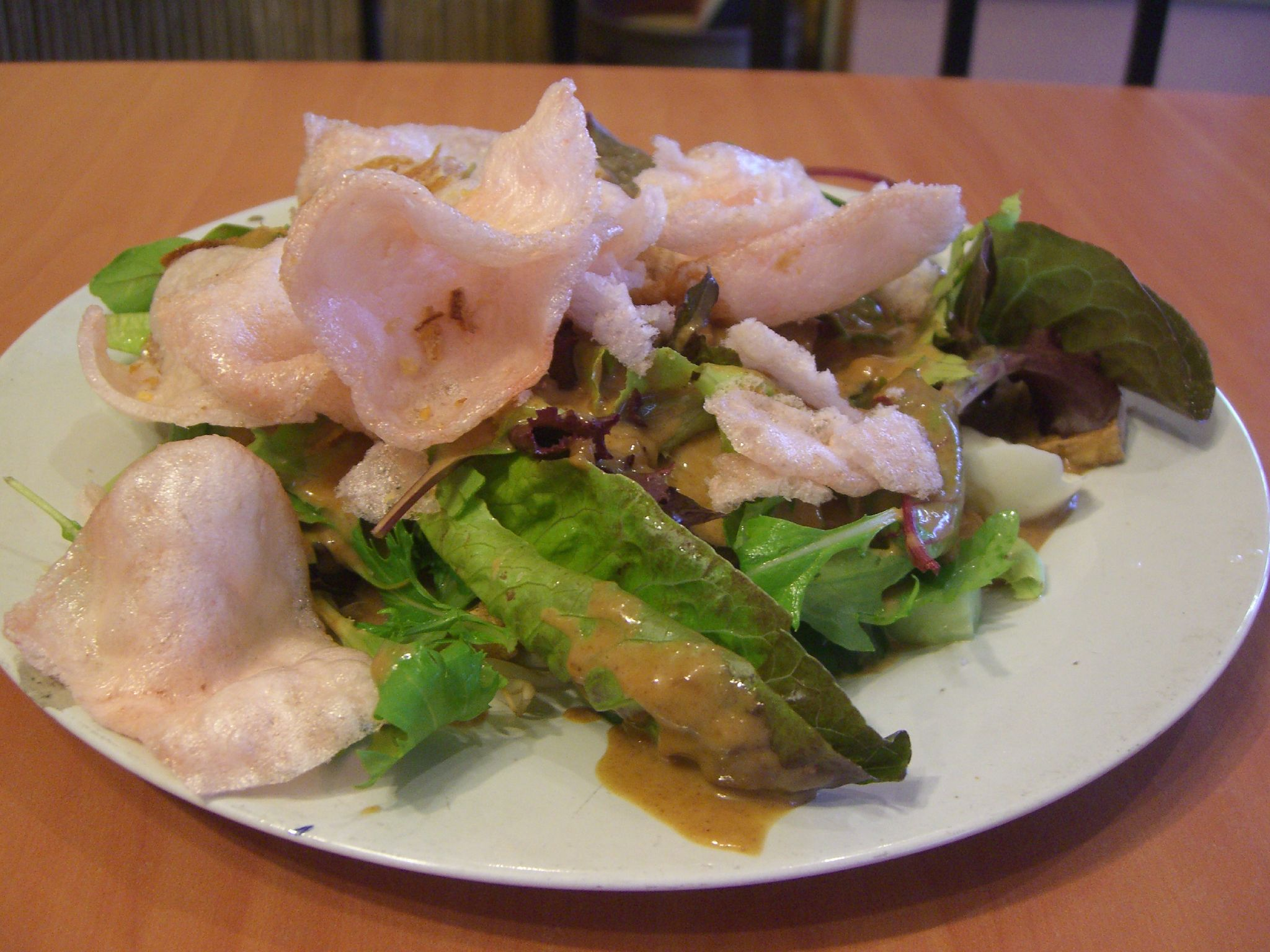
Un piatto di gado-gado

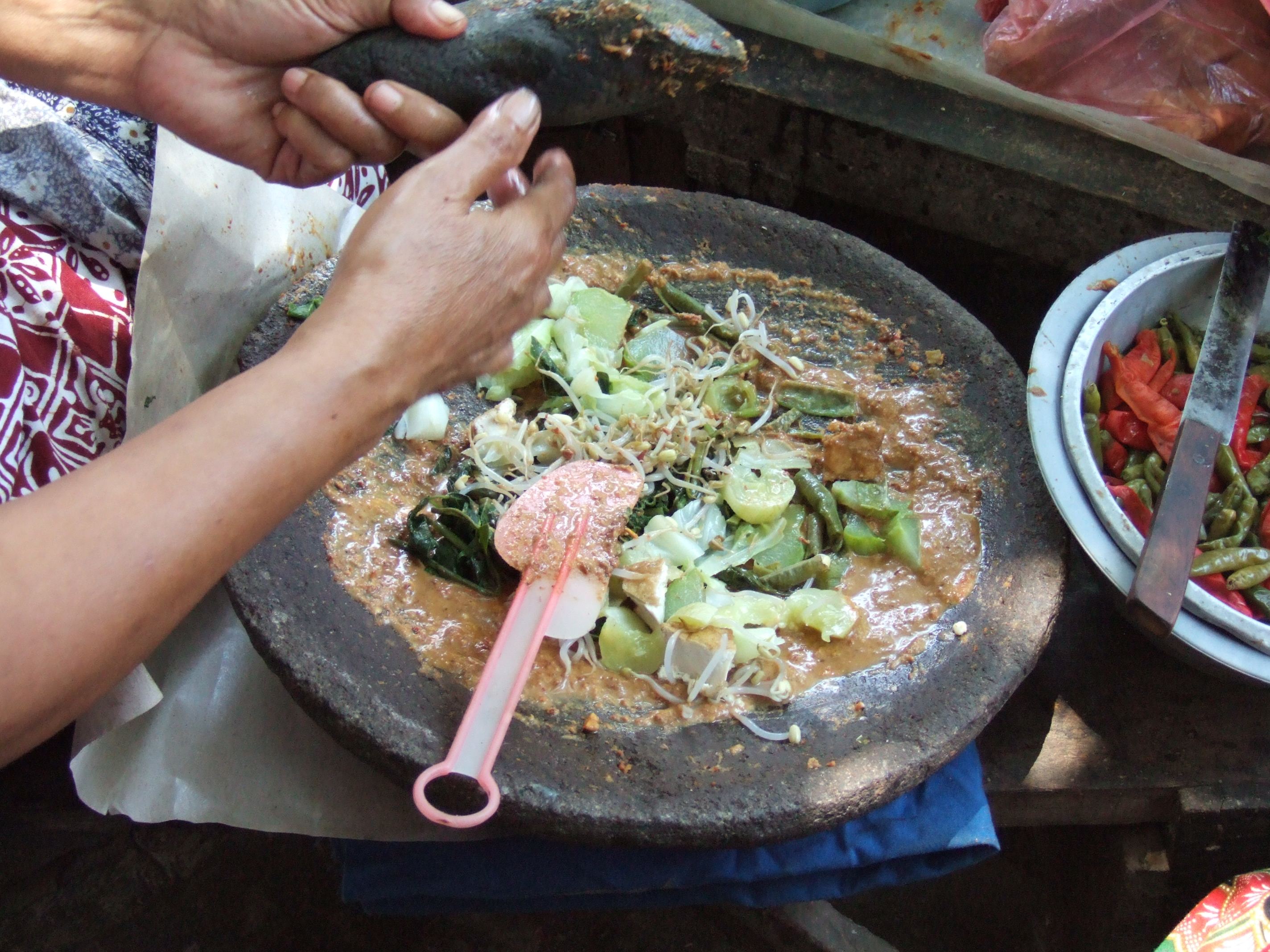
Preparazione di un gado-gado

Il gado-gado (in giavanese e in sondanese: lotèk) è un piatto di contorno tipico della cucina indonesiana a base di verdure e salsa di arachidi.
È tra le pietanze che compaiono puntualmente nel rijsttafel.

## Etimologia
Il termine gado-gado deriva dal verbo indonesiano menggado, che significa "mangiare piatti di contorno senza riso".

## Ingredienti
Gli ingredienti che compongono il gado-gado sono:
- Cavolo bianco
- Cavolfiore
- Scalogno
- Germogli di soia
- Fagiolini
- Arachidi
- Aglio
- Succo di limone
- Olio di sesamo